# Willy Fondja
Willy Fondja (* 22. September 1983) ist ein ehemaliger französischer Fußballspieler.
Der 1,85 m große Abwehrspieler ging 2007 vom unterklassig-spielenden französischen Club AS Poissy in die PrvaLiga Telekom Slovenije, die erste slowenische Liga, zu NK Maribor. Hier kam er zu einigen Einsätzen und sammelte zusätzlich Erfahrungen im UEFA Intertoto Cup.
Zum Jahresanfang 2008 wechselte er zum FC Rot-Weiß Erfurt in die Regionalliga, damals Deutschlands dritthöchste Spielklasse. Er kam auf zehn Einsätze und qualifizierte sich mit Erfurt für die neue 3. Liga. Obwohl Erfurt ihn gerne gehalten hätte, verließ er den Verein in der Sommerpause nach nur einem halben Jahr. Er war 18 Monate ohne Verein, ehe ihn Anfang 2010 der zyprische Erstligist Nea Salamis Famagusta verpflichtete. Er kam in der Saison 2009/10 auf zwei Einsätze und stieg mit seiner Mannschaft am Saisonende ab. Anschließend beendete er seine Laufbahn.